# Nina Dudarova
Nina Aleksandrovna Dudarova (in russo Нина Александровна Дударова?; San Pietroburgo, 1903 – Mosca, 1992) è stata una poetessa e traduttrice russa, di etnia rom.
Nina A. Dudarova nata a San Pietroburgo da una madre cantante di "coro tzigano", fece parte di una delle dinastie di artisti nobili della Russia. Allevata dal suo patrigno, un russo che la trattava come sua figlia, terminò il liceo nel 1919 e cominciò ad insegnare, proseguendo tuttavia la sua qualificazione all'Istituto Pedagogico.
Fu la prima rom del paese a ricevere una formazione di insegnante. Cominciò ad occuparsi di bambini rom dopo la creazione dell'Unione tzigana nel 1925. Fece parte con Pankovo nel 1926 del gruppo che stabilì l'ortografia russa della "lingua romaní letteraria", su direzione di Sergeyevskii. 
Fu autrice del primo sillabario della lingua romanì nel 1928 e di alcuni manuali per gli scolari, scritti in gran parte con Pankovo. Ha ugualmente partecipato alla traduzione in romanì delle "Zigane" di Pouchkine. Direttrice del club culturale "Loli ćerhen", si è fatta conoscere attraverso numerose conferenze sull'insegnamento, la pedagogia, la letteratura, le lotte contro la religione, per l'igiene, per la salute, per l'emancipazione delle donne.
Ha pubblicato dei poemi negli almanacchi rom dell'epoca e della letteratura per bambini. Entrata al teatro Romanì di Mosca, fondato nel 1931, è stata incaricata dell'insegnamento della lingua romanì letteraria in Russia.